# Tommy Noble
Tommy Noble (Bermondsey, Londres, 4 de març de 1897 - 1 d'abril de 1966) va ser un boxador anglès de la categoria pes gall. Va ser el campió de la seva categoria a Gran Bretanya del 25 de novembre de 1918 al 30 de juny de 1919.